# Ronfeld
Das Gebiet Ronfeld liegt südlich des Baldeggersees im Schweizer Kanton Luzern und gilt mit seinen rund 7 Hektaren als Biodiversitäts-Hotspot. Der Name kommt vom Hauptzufluss in den Baldeggersee, der Ron.

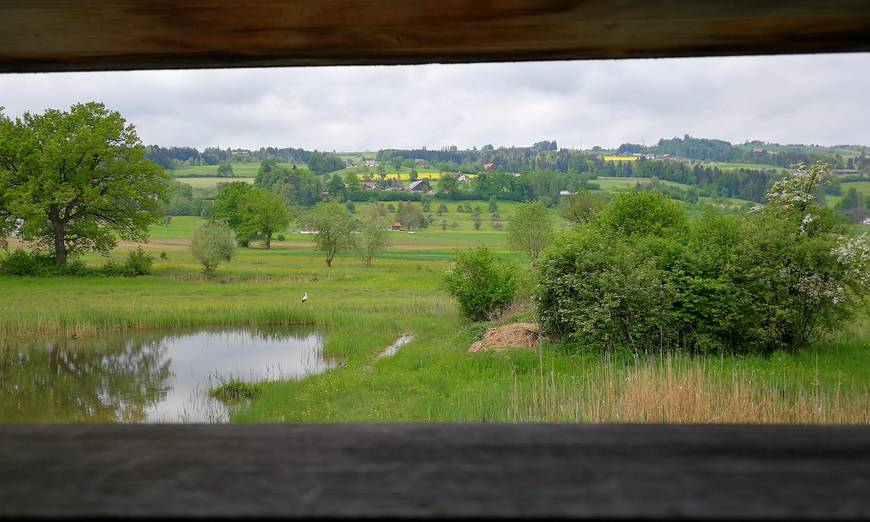
Blick vom Hide ins Ronfeld

Dank dem Erwerb von Land durch Pro Natura Luzern konnte das Gebiet zwischen 1999 und 2019 zu Gunsten der Natur aufgewertet werden. Einst intensiv genutztes Kulturland wurde zu  Lebensräumen für zahlreiche, teils seltene Tier- und Pflanzenarten. Flutmulden, Hecken und Blumenwiesen machen das Gebiet für die Artenvielfalt überregional bedeutsam.
Als Teil des Pro Natura Schutzgebiets Baldeggersee ist es vom Bahnhof Baldegg Kloster oder Hochdorf in etwa 15 Gehminuten erreichbar. In dem 2007 gebauten Hide (Beobachtungshütte) können Besucher ohne zu stören die lokale Tierwelt beobachten. Einblick in das Schutzgebiet bietet die Sichtschutzwand beim Zugang ab der Nunwilstrasse in Baldegg.